# Sphaerogon

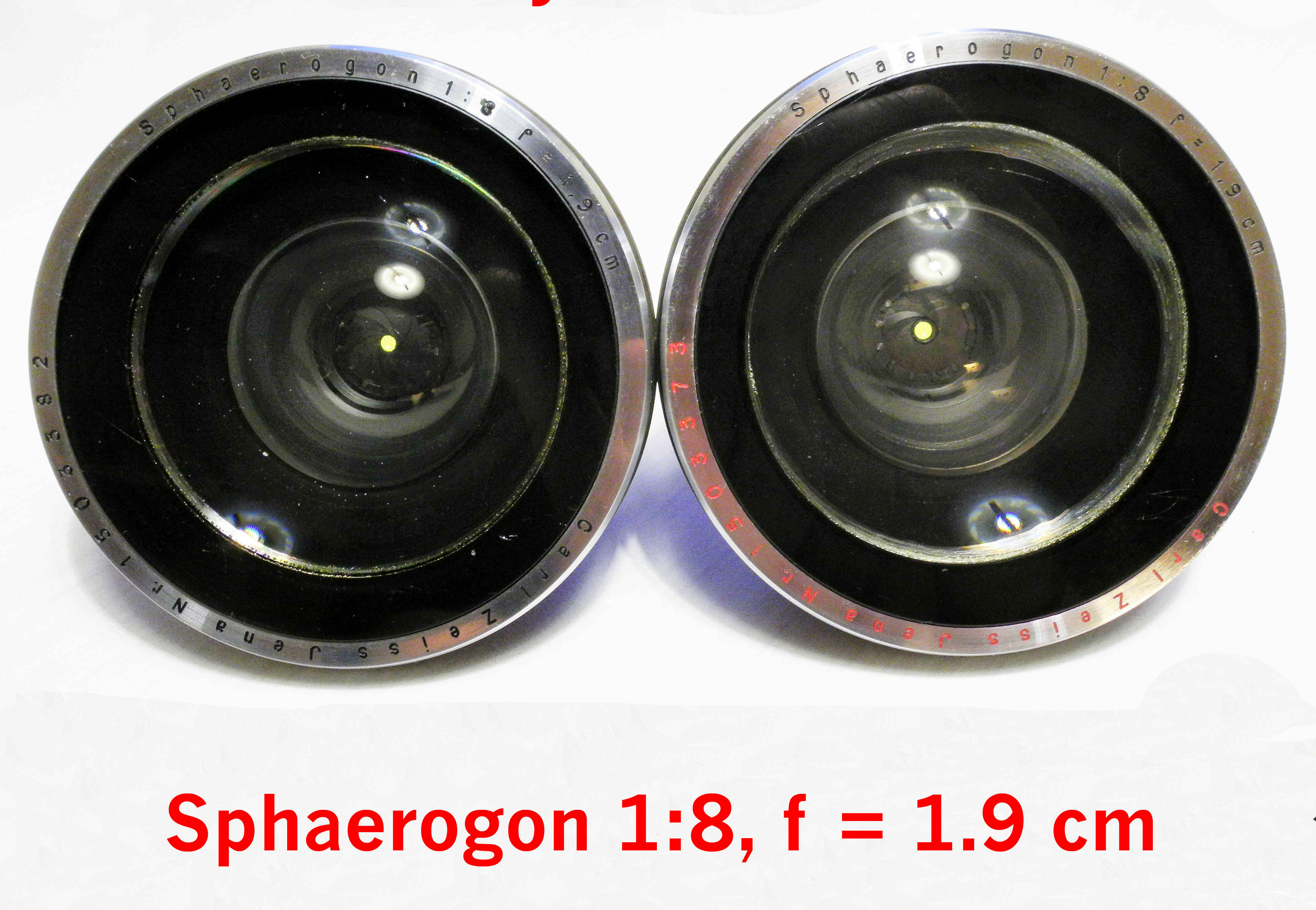

Das Sphaerogon ist ein Ultra-Weitwinkelobjektiv, das ursprünglich für die Contax gedacht war und das in 50 Stück mit Seriennummern 1 503 351 - 1 503 400 am 31. Januar 1936 produziert wurde. Blickwinkel in der Diagonale lag etwa bei 160°. Es war wohl zu teuer in der Herstellung und überdeckte mit seiner großen Frontlinse auch den Sucherbereich der Contax. Es wird angenommen, dass der größte Teil wieder demontiert wurde, und nur wenige Linsen wurden in die Zeiss-Kollektion überführt. 1945 wurde die gesamte Kollektion von etwa 2000 Linsen nach Amerika überführt, wo allmählich die Spuren verschwanden.  Bislang haben zwei Stück dieser Linse überlebt, mit Nummern 1 503 373 und 1 503 382.  Beide befinden sich in selbem Privatbesitz.